# Richard Adu-Bobie
Richard Adu-Bobie, född 12 januari 1985, är en friidrottare från Kanada. Han deltog vid olympiska sommarspelen 2004 och olympiska sommarspelen 2008.